# Hugo von Kirchbach
Hugo Ewald Graf von Kirchbach (23 de mayo de 1809 - 26 de octubre de 1887) fue un general prusiano quien comandó el V Cuerpo de Ejército prusiano durante la guerra franco-prusiana.

## Biografía
Nacido en 1809 en Neumarkt en Silesia, von Kirchbach entró en la escuela de cadetes en 1824. En 1826 fue nombrado alférez en el Regimiento Príncipe Leopoldo de Anhalt-Dessau (Fürst Leopold von Anhalt-Dessau). En 1827 se convirtió en subteniente. Desde 1831 hasta 1834 estudió en la Academia Militar Prusiana, que era un prerrequisito para unirse al Estado Mayor. En 1838 se unió a la división de topografía del Estado Mayor prusiano. Fue promovido a teniente en 1840, capitán en 1845 y mayor en 1850. Desde 1855 hasta 1858 fue jefe divisional en el Estado Mayor. En 1859 von Kirchbach se convirtió en comandante del 36.º Regimiento de Infantería. Antes de ser promovido a mayor general en 1863, von Kirchbach sirvió como jefe del Estado Mayor del 3.º Cuerpo de Ejército en Berlín.
Durante la Segunda Guerra de Schleswig von Kirchbach recibió el mando de la 21.ª Brigada de Infantería. Al inicio de la guerra austro-prusiana en 1866 von Kirchbach fue promovido a teniente general y recibió el mando de la 1.ª División de Infantería. Se distinguió en la batalla de Nachod, y en combates en Skalitz y Schweinschädel. Por estas acciones le fue concedida la Pour le Mérite. Su división no entró en combate en Königgrätz
Cuando erupcionó la guerra franco-prusiana en 1870 von Kirchbach fue ascendido a General de Infantería (General der Infanterie) y se le dio el comandamiento del V Cuerpo de Ejército prusiano. Jugó un rol prominente en las primeras batallas de la guerra en Wissenburg y Wörth. En Sedán von Kirchbach y su V Cuerpo de Ejército tuvieron la tarea de cerrar el anillo en el lado norte alrededor del Ejército de Châlons francés atrapado en Sedán. Durante el sitio de París, el V Cuerpo ocupó posiciones al suroeste de la ciudad. Von Kirchbach fue capaz de repeler todas las temptativas francesas de romper el cerco a través de sus posiciones en Mont Valerien. El 18 de febrero de 1871 recibió las hojas de roble por su Pour le Mérite. En febrero de 1871 el V Cuerpo fue enviado a Orléans y en marzo a Vesoul.
En 1872 le fueron otorgados 100.000 táleros y una finca en Niesky. En 1880 von Kirchbach fue ennoblecido con el título de conde. Hugo von Kirchbach murió en 1887 en Niesky, Oberlausitz. Su hijo Günther von Kirchbach fue coronel general durante la Primera Guerra Mundial.

## Honores
- Reino de Prusia:[1]
  - Caballero de la Real Orden de la Corona, 3.ª Clase, 18 de octubre de 1861[2]
  - Caballero de Honor de la Orden de San Juan, 1863; Caballero de Justicia, 1869[2]
  - Cruz al Servicio
  - Pour le Mérite (militar), 20 de septiembre de 1866; con Hojas de Roble, 16 de febrero de 1871[3]
  - Cruz de Hierro (1870), 1.ª Clase con 2.ª Clase en Banda Negra[4]
  - Gran Cruz de la Orden del Águila Roja, con Hojas de Roble, 27 de marzo de 1873[2]
  - Caballero de la Orden del Águila Negra, 18 de septiembre de 1875; con Collar, 1876[2]
- Anhalt: Gran Cruz de la Orden de Alberto el Oso, 1877[5]
- Reino de Baviera: Comandante de la Orden Militar de Max Joseph, 18 de octubre de 1870[6]
- Gran Ducado de Mecklemburgo-Schwerin: Cruz al Mérito Militar, 1.ª Clase[1]
- Imperio ruso:[1]
  - Caballero de la Orden de San Jorge, 3.ª Clase, 27 de diciembre de 1870[7]
  - Caballero de la Orden de San Alejandro Nevski, enero de 1874
- Sajonia-Weimar-Eisenach: Caballero de la Orden del Halcón Blanco, 1.ª Clase, 24 de noviembre de 1846[8]
- Reino de Sajonia: Gran Cruz de la Orden de Alberto, con Decoración de Guerra, 1871[9]
- Schaumburg-Lippe: Medalla al Mérito Militar con Espadas[1]
- Reino de Wurtemberg: Gran Cruz de la Orden al Mérito Militar, 30 de diciembre de 1870[10]